# ラニアルズ
ラニアルズ（The Ranials）は、かつて存在した日本のフォークグループ。

## メンバー
- 小松重次 （リード・ギター、ヴォーカル）
- 見崎孝雄 （サイド・ギター、ヴォーカル）のち山本コウタローとほぼウィークエンド
- 木村史郎 （ベース、ヴォーカル）
- 寺邑陽子 （キーボード、パーカッション、ヴォーカル）
- 高橋栄徳 （サイド・ギター、ハーモニカ）「ロケットをとばそう」発売後に脱退

## 来歴
1969年秋、神奈川大学のフォークソング部内で結成。1971年にニッポン放送「バイタリス・フォーク・ビレッジ」に出場。1972年にテレビ神奈川の「ミュージック・リボルーション」で特別賞を受賞し、 東芝音楽工業よりデビュー。2枚目のシングル「恋の歌」は吉田拓郎のカバー。
解散後、小松はCM作曲家、見崎は山本コウタローとウィークエンドのマネージャーを経て音響や番組制作の仕事へ、木村は直接音響の仕事へ転身。木村は、主にオフコース界隈の音響スタッフとしてよく知られており、オフコース解散後も小田和正をはじめ、元メンバーの音響に関わっている。
バンド名はザをつけて「ざらにある」のもじり。

## ディスコグラフィー

### シングル
- ロケットをとばそう／金魚のひるね (1972年10月5日）東芝
- 恋の歌／春は (1973年5月20日) 東芝

### オムニバス
- ラブ・ジェネレーション 〜2曲収録「冬、さよなら」「恋の歌」 (1973年8月5日) 東芝

### アニメ主題歌
- ドバ・ドバ・ソング／ロンリー・ブルース（杉かおる）（1971年9月）キャニオン　※アニメ映画『ヤスジのポルノラマ やっちまえ!!』主題歌
- ドボチョン一家の幽霊旅行／猫ふんじゃった ブルふんじゃった（相模太郎）（1972年7月1日）CBSソニー ※テレビアニメ『ドボチョン一家の幽霊旅行』主題歌